# Metafizika
Metafizika (iz gr. ta meta ta physica: dobesedno tisto, kar je po naravi, kar je za naravo) pomeni obravnavo prvih počel bivajočega in sveta. Metafizika je ena izmed filozofskih disciplin.

## Nastanek besede
Beseda "metafizika" naj bi izhajala iz razporeditve Aristotelovih del. Spisom, ki so v srednjeveških knjižnicah sledili Aristotelovi knjigi Fizika, avtor ni nikoli podelil imena, saj so bili mišljeni zgolj kot oporne točke za predavanja. Metafizika torej ni Aristotelova skovanka, temveč priročna označba za knjižničarsko katalogizacijo: brezimni spisi, ki so sledili Fiziki ("Naravi"), so dobili ime Metafizika - tisto, kar je po (ali za) naravi. Naključje je hotelo, da to imenovanje sovpada s temo teh spisov, ki obravnavajo tisto, kar stoji za naravo.

## Aristotelova Metafizika
V Metafiziki je Aristotel opredelil probleme, ki so se v različnih oblikah pojavljali skozi zgodovino metafizike. Razlika med možnim in dejanskim (potencialnim in aktualnim), obravnava razmerja med bitnostjo in naključno lastnostjo (substanco in akcidenco), teorija prvega, negibnega gibala, teorija štirih vzrokov - ti in drugi problemi Aristotelove Metafizike sestavljajo kanonični spisek problemov metafizike kot filozofske discipline.

## Umestitev in razdelitev metafizike
Metafizika kot filozofska disciplina je dobila s sholastiko in novoveško filozofijo (z denimo Christianom Wolffom in Baruchom Spinozo) standardno razdelitev. Poleg logike in etike je metafizika ena izmed treh glavnih filozofskih disciplin. Metafizika sama se deli na občo metafiziko (metaphysica generalis) ter na posebne metafizike (metaphysica specialis). 
Obča metafizika se ukvarja z najsplošnejšimi ontološkimi vprašanji - v večini klasifikacij je splošna metafizika izenačena z ontologijo. Območje njenih raziskovanj se razteza od vprašanja biti, substance, aktualnosti in potencialnosti do teorije kategorij. 
Posebne metafizike so psihologija kot nauk o duši, kozmologija kot znanost o naravi (fizika) in naravna teologija. Naravna teologija je znanost o Bogu, kolikor jo lahko utemeljimo na preučevanju narave (z razliko od razodete teologije, ki temelji na Svetem pismu).

## Pomen metafizike v moderni filozofiji
Immanuel Kant je metafiziko razumel kot dogmatizem. Postavljal jo je v opozicijo s kritično filozofijo, ki utemeljuje pozitivno filozofsko vednost na skepticizmu (a ne ostaja ujeta vanj). Od Kanta dalje je znotraj filozofije dobila metafizika pejorativen pomen dogmatičnega zatrjevanja nepremišljenih resnic. 
Karl Marx je metafiziko obravnaval kot najvišjo stopnjo od prakse odtujene filozofije, Nietzsche kot opuščanje čutnosti v prid umislekov nadčutnega, Heidegger kot pozabo biti, Levinas kot miselno nasilje, Derrida kot vrsto prisil, ki obvladujejo mišljenje od Platona dalje.

## Metafizika in Karl Popper

### Resnica
Karl Popper  se je veliko ukvarjal z iskanjem resnice, ki naj bi bila eno izmed najmočnejših motivov za znanstveno odkritje. V svojem delu Objektivno znanje iz leta 1972, je podal zaskrbljenost o precej kritiziranem resnice kot korespondence. Leta 1933 je Alfred Tarski oblikoval in objavil semantično teorijo resnice. Popper je leta 1935 o delu Alfreda Tarskega in posledicah njegove teorije veliko in z veseljem pisal. Teoriji Alfreda Tarskega je dodal več kritičnih pripomb o resnici in jo s tem preoblikoval. Poppru se je zdelo, da teorija podpira metafizični realizem in regulativno zamisel o iskanju resnice.
Po Popprovi teoriji so pogoji, za resnični stavek del metajezika. Primer, ki to dokazuje je sledeči stavek: Sneg je bel. Stavek je resničen samo takrat kadar in samo takrat ko je sneg dejansko bel. Po Poppru je resnična stvar samo takrat, kadar ta stvar ustreza dejanskemu stanju.
Osnovna matematična enačba koncepta Popprove teorije o resnici, ki jo Popper zapisal v poglavju svoje knjige: Domneve in ovržbe: Rast znanstvenih spoznanj, je definirana kot:
{\displaystyle {\mathit {Vs}}(a)={\mathit {CT}}_{v}(a)-{\mathit {CT}}_{f}(a)\,}
kier je {\displaystyle {\mathit {Vs}}(a)} verjetnost  a, {\displaystyle {\mathit {CT}}_{v}(a)} je mera za koncept resnice a, in {\displaystyle {\mathit {CT}}_{f}(a)} je mera za koncept  lažnosti a.
Popprov poskus opredelitve ne sami koncepta resnice, ampak ga dejansko tudi izmeriti, se je na koncu izkazal za neustreznega. Vendar pa je njegov poskus navdušil druge mislece, da so poskusali izumiti svojo teorijo na področju resnice.

### Nastanek in razvoj življenja
Polemika o nastanku in razvoju življenja v Združenih državah Amerike sproža vprašanje ali lahko ideje kreacionizma imenujemo za znanstvene ali ne. Sproža pa tudi vprašanje o tem ali je evolucija sama po sebi znanost. Obe strani, ki podpirata eno ali drugo razlago, v svojih zagovorih velikokrat uporabljata Poprovo teorijo lažnosti. Velikokrat so uporabljenje njegove besede iz odlomkov njegovih del.  Eden takih primerov je sledeči dolomek. Popper je izjavil, da darvinizem ni poiskusna znanstvena teroija, temveč je metafizični raziskovalni program, ki je okvir za nadaljnje testiranje znanstvenih teorij. Popper je tudi zapisal, da bi pojem teizem lahko pojasnili s pojmom prilagajanja.